# Breznička (Poltár)
Breznička (deutsch Bersentz, ungarisch Ipolyberzence – bis 1907 Berzence) ist eine Gemeinde in der südlichen Mittelslowakei der Slowakei mit 744 Einwohnern (Stand 31. Dezember 2024) und gehört zum Okres Poltár, einem Kreis des Banskobystrický kraj.

## Geographie
Die Gemeinde befindet sich im Nordteil des Talkessels Lučenská kotlina (Teil der größeren Einheit Juhoslovenská kotlina) am Hang des Slowakischen Erzgebirges. Sie wird vom unteren Lauf des Bachs Banský potok durchflossen, der am Rande des Ortes in den Ipeľ mündet. Das Ortszentrum liegt auf einer Höhe von 227 m n.m. und ist fünfeinhalb Kilometer von Poltár sowie 13 Kilometer von Lučenec entfernt.
Nachbargemeinden sind Rovňany im Norden, Poltár im Osten, Kalinovo im Süden und Westen sowie Mládzovo im Nordwesten.

## Geschichte

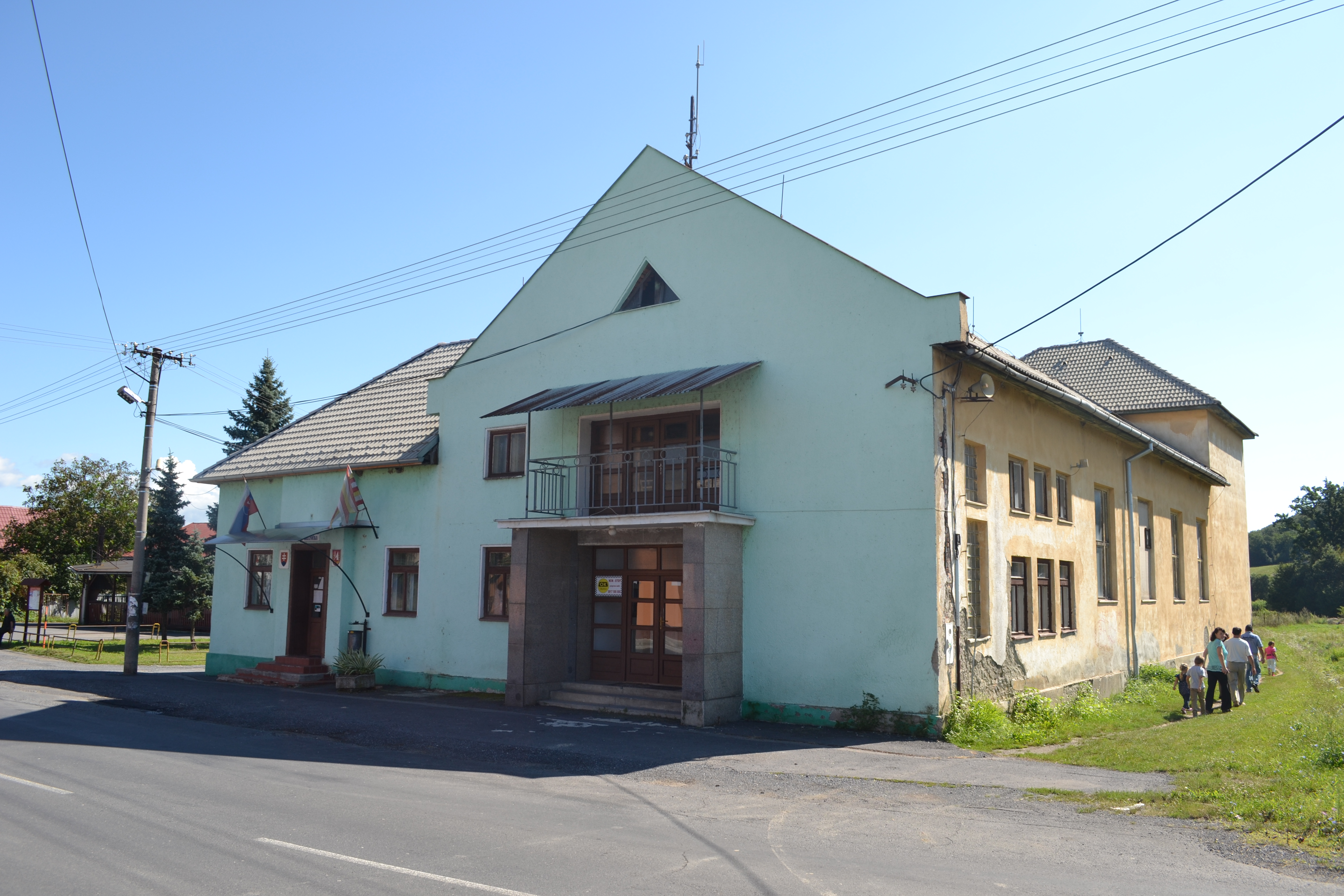
Gemeindeamt

Breznička entstand an der Stelle einer slawischen Burgstätte aus dem 9. Jahrhundert sowie unweit Mauerüberresten aus dem 12. und 13. Jahrhundert und wurde zum ersten Mal 1279 als Berzenche schriftlich erwähnt. Es gehörte verschiedenen kleinadeligen Familien, 1548 der Familie Berzenczy, 1770 dem Geschlecht Okolicsányi und danach Bornemissza. Während des Thököly-Aufstandes in den Jahren 1682–83 wurde die Ortschaft von den Türken heimgesucht. 1828 zählte man 25 Häuser und 205 Einwohner, die von Landwirtschaft und Töpferei lebten. Im 19. und 20. Jahrhundert bestand zudem eine Ziegelei.
Bis 1918/1919 gehörte der im Komitat Neograd liegende Ort zum Königreich Ungarn und kam danach zur Tschechoslowakei beziehungsweise heute Slowakei.

## Bevölkerung
| Jahr                | 1994 | 2004    | 2014    | 2024    |
| ------------------- | ---- | ------- | ------- | ------- |
| Anzahl der Personen | 794  | 772     | 768     | 744     |
| Unterschied         |      | −2,77 % | −0,51 % | −3,12 % |

| Jahr                | 2023 | 2024    |
| ------------------- | ---- | ------- |
| Anzahl der Personen | 737  | 744     |
| Unterschied         |      | +0,94 % |

Nach der Volkszählung 2011 wohnten in Breznička 784 Einwohner, davon 725 Slowaken, jeweils drei Magyaren und Tschechen sowie ein Mährer. 52 Einwohner machten diesbezüglich keine Angabe. 473 Einwohner bekannten sich zur römisch-katholischen Kirche, 109 Einwohner zur evangelischen Kirche A. B., fünf Einwohner zur reformierten Kirche, vier Einwohner zur evangelisch-methodistischen Kirche und jeweils ein Einwohner zur griechisch-katholischen Kirche sowie zur kongregationalistischen Kirche. 97 Einwohner waren konfessionslos und bei 94 Einwohnern wurde die Konfession nicht ermittelt.

## Bauwerke

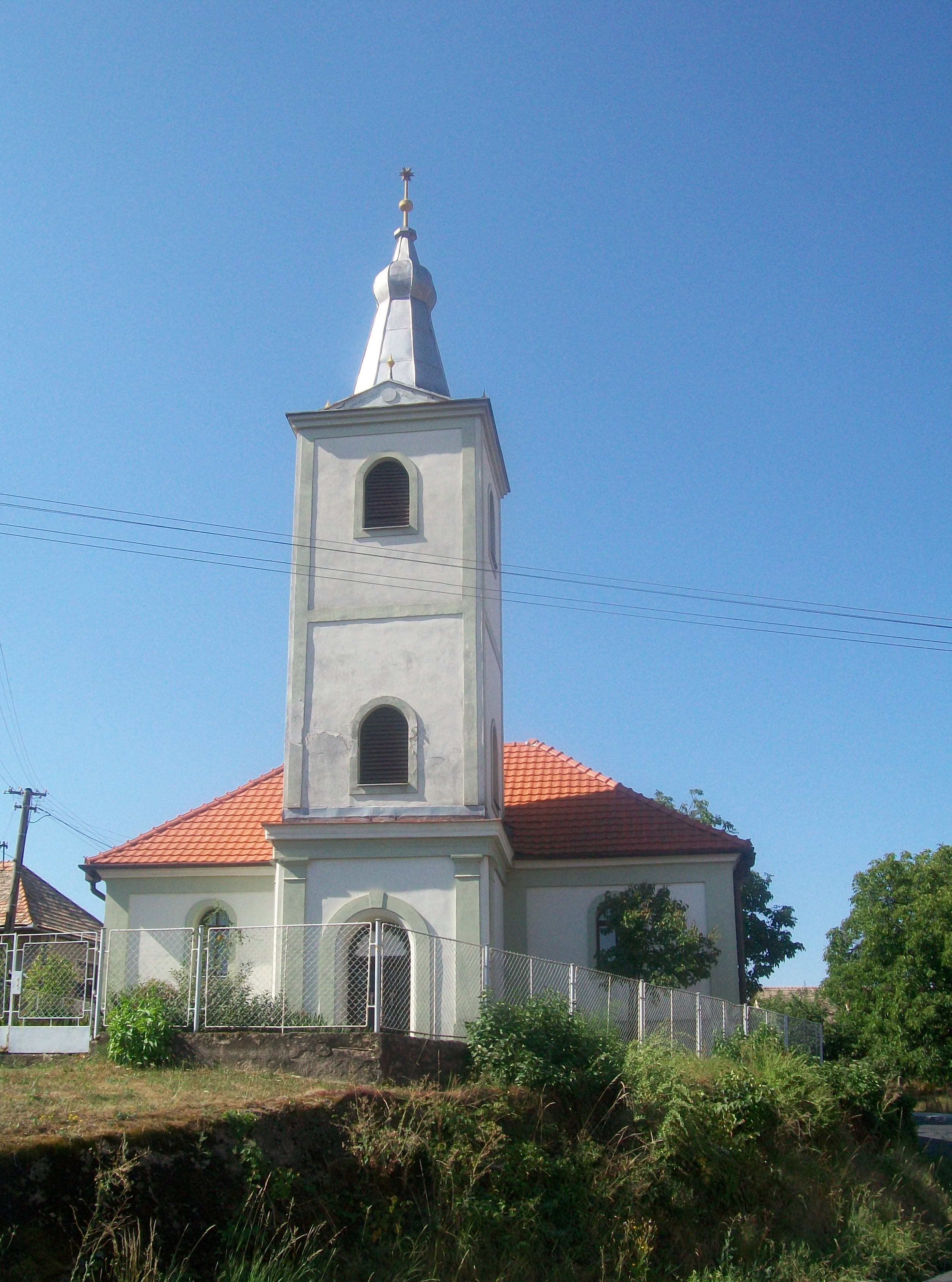
Evangelische Kirche in Breznička

- römisch-katholische Kirche Mariä Geburt im Spätbarockstil aus dem Jahr 1785, das Innere ist hingegen klassizistisch gestaltet
- evangelische Kirche im spätklassizistischen Stil aus dem Jahr 1862

## Verkehr
Breznička besitzt einen Bahnhof an der Bahnstrecke Lučenec–Utekáč mit einigen Zugverbindungen täglich. Im Bahnhof zweigt die kurze Nebenbahn nach Katarínska Huta ab, allerdings ohne Personenverkehr.
Durch den Ort verläuft die Straße 2. Ordnung 595 (Tomášovce–Poltár–Kokava nad Rimavicou), mit Anschluss an die zehn Kilometer von Breznička entfernte Straße 1. Ordnung 50 (E 58). Eine Straße 3. Ordnung zweigt im Ort Richtung Cinobaňa ab.